# جیمز کوتریل
جیمز کوتریل (انگلیسی: James Cotterill؛ زادهٔ ۳ اوت ۱۹۸۲) بازیکن فوتبال اهل بریتانیا است.
از باشگاه‌هایی که در آن بازی کرده‌است می‌توان به باشگاه فوتبال برافورد پارک آونیو، باشگاه فوتبال اوست تاون، باشگاه فوتبال اسکانتورپ یونایتد، باشگاه فوتبال بارو، و باشگاه فوتبال گایزلی اشاره کرد.